# Juan Rivera Saavedra
Juan Rivera Saavedra (Lima, 4 de septiembre de 1930- Lima, 23 de mayo de 2021) fue un escritor, dramaturgo y docente universitario peruano, autor de más de 200 piezas de teatro, que lo han catalogado como el más prolífico autor teatral del Perú. Es también autor de numerosos cuentos, textos sobre la historia del teatro peruano y manuales sobre el arte dramático.

## Biografía
Cursó sus estudios escolares en el Colegio Nuestra Señora de Guadalupe; luego ingresó a la Universidad Nacional Federico Villarreal, donde inició estudios de dramaturgia que alternó con el grupo de teatro de Arte Histrión.
En 1970 obtuvo la beca Teatro Universitario de San Marcos, para seguir cursos de autoría y dirección teatral en Argentina.
En 1981 fundó Alondra Grupo de Teatro junto a Jorge Chiarella, Celeste Viale, y Antonio Aguinaga, en el cual practican un teatro experimental a través de la creación colectiva con autor.
La gran actividad creativa de Rivera Saavedra le valió ser reconocido como el más prolífico autor dramático del Perú; para el 2013 reportaba haber escrito 217 obras en total. Ha sido editado y estrenado por varios grupos tanto en el Perú como en otros países. Varias de sus obras han sido traducidas al inglés, francés y alemán.
Rivera Saavedra ha compartido sus labores de autor, con la docencia universitaria. Ha sido profesor en la Escuela Nacional Superior de Arte Dramático de Lima (ENSAD), de la que también fue director. Continúa con su labor creativa y dirige talleres de Imaginación y Creación Literaria y Dramática.
En septiembre de 2010 se celebraron los 80 años de su vida y 65 años de su actividad cultural, tanto en la creación como en la enseñanza.
Se casó con Isabel Tosi Bello, con quien tuvo cuatro hijos. A fines de los años 1980, se separó de ella. En 1996 empezó a tener una relación de pareja con la actriz Mary Oscátegui. Con ella formó el grupo de teatro Pegaso, enseñaron juntos en la ENSAD y dictaron talleres en casa. Así transcurría su vida, hasta que en julio de 2019, Saavedra fue llevado a emergencias de un hospital capitalino, donde le diagnosticaron un derrame cerebral y un cuadro de neumonía. Tras estar un tiempo internado, fue trasladado a una clínica para su recuperación. Luego de ser dado de alta, sus hijos decidieron internarlo en un hogar geriátrico para que recibiera una mejor atención. Se produjo entonces una disputa entre los hijos y la pareja del dramaturgo, Mary Oscátegui, que quería llevarlo a casa.

## Publicaciones
Entre sus obras teatrales más importantes están:
- Los Ruperto (1960)
- ¿Por qué las vacas tienen ojos tristes? (1966)
- La mosca doméstica (1967)
- Un dolor agudo y punzante (1967)
- El espejo de las verdades aproximadas (1969)
- El pájaro (1969)
- La justicia tarda, pero... ¡qué calor hace! (1974)
- Miguitas de ternura (1976)
- ¿Amén? (1981) - junto a Alondra, Grupo de Teatro[4]
- ½ kilo de pueblo (1982) - junto a Alondra, Grupo de Teatro[4]
- El lucero de Belén (1982)
- La anciana y la solterona (1984)
- El general no tiene quien lo mate (1987)
- El Cristo amarillo (1989)
- La leyenda (1991)
- Me moriré en París (1991)
- Las orejas de burro del rey (1993)
- La casa de las bolas redondas (1993)
- El retrato de Óscar Wilde (1994)
- Samuel... Samuel o "el otro lado de la luna" (1995)
- La alternativa (1995)

También se ha consagrado a la narración corta y es autor de más de 500 cuentos, muchos de ellos de corte fantástico y otros concebidos con fino humor. Destaca su libro Cuentos sociales de ciencia ficción.
Es también autor de Apuntes para una historia del teatro peruano, publicado por el Fondo Editorial de la Universidad Alas Peruanas (2007). Así como diversos libros y manuales para el uso de los estudiantes u otras personas interesadas en el arte dramático, como una obra dedicada a la Técnica para escribir una pieza de teatro.
También ha escrito guiones para telenovelas y series televisivas.

## Premios
Entre los premios recibidos destacan:
- El Circe (1973), otorgado por los especialistas culturales al autor más representado.[3]
- Primer puesto en el concurso nacional de obras de corto reparto, organizado por la universidad nacional Mayor de San Marcos, con su obra Pasteles verdes y jugosos (1977).[3]
- Premio Nacional de Teatro (1987) otorgado por el Instituto Nacional de Cultura.[2]

Ha recibido también premiaciones del Ministerio de Educación del Perú, de la Asamblea Nacional de Rectores, una condecoración del Congreso de la República del Perú, entre otras distinciones.
La Wayne State University de Estados Unidos, lo ha considerado como el autor más distinguido y prolífico de América Latina.

## Valoración
El dramaturgo más fecundo de la historia del teatro peruano es Juan Rivera Saavedra, que se hizo conocido a partir de la década del 70. Los Rupertos resulta las más significativas de sus piezas teatrales: Aquí adquiere un dramatismo espectacular al mostrar la promiscuidad, miseria y marginalidad de sus personajes en los medios urbanos. Rivera Saavedra es un diestro dramaturgo de quilates, pasa del teatro del absurdo al teatro de humor negro. Pero también le agradan los temas conflictivos de la clase media. Entre sus obras más conocidas, podemos mencionar algunas, como Por qué la vaca tiene los ojos tristes; El crédito; y El gran tú. En colaboración con otros grupos teatrales escribió Ya viene Pancho Villa.
César Toro Montalvo